# Урбаняк, Уршула
У́ршула Урбаня́к (пол. Urszula Urbaniak; 27 декабря 1962, Освенцим, Польша) — польский режиссёр.

## Биография
Уршула Урбаняк окончила факультет национальной киношколы в Лодзи (PWSFTviT) в 1991 году. Затем она получила степень магистра в области режиссуры в Национальной школе кино и телевидения в Соединённом Королевстве. Она сняла короткометражные и документальные фильмы, а также несколько драм для польского телевидения. Эти драмы включают в себя такие фильмы, как «Нина» (1994), «Горный отель» (по пьесе Вацлава Гавела, 1995), «Мира выходит замуж» (Фрэнсис Скотт Фицджеральд, 1996) и «Комната 303» (1997).
В 1999 году её фильм «Соединение» получил несколько наград, в том числе «Особый размах первого фильма» на Всемирном кинофестивале в Монреале, Приз жюри на кинофестивале в Сараево и приз зрительских симпатий на Международном фестивале молодежи в Турин-Кино.
С тех пор она поработала над несколькими польскими телевизионными постановками, в том числе «На Успольней», «Экзамен жизни» и « Odwróceni».
С 1995 года Уршула замужем за Саймоном М. Розенбергом, у них есть сын — Макс А. Розенберг.